# Blaszyński-Hütte
Die Blaszynski-Hütte (pl. Schronisko Blaszyńskich pod Zawiesistą) lag auf einer Höhe von 1050 m n.p.m. in Polen in der Westtatra im Tal Dolina Chochołowska beim Tor Wyżnia Brama Chochołowska. Das Gebiet gehört zur Gemeinde Kościelisko.

## Geschichte
Die Hütte wurde 1937 errichtet. Die Hütte wurde bei Kämpfen zwischen deutschen und sowjetischen Einheiten im Januar 1945 zerstört. Nach dem Wiederaufbau wurde die Hütte im März 1946 bei Kämpfen zwischen polnischen Widerstandskämpfern und den sowjetischen Soldaten erneut zerstört. Nach dem erneuten Wiederaufbau wurde die Hütte bis 1974 als Schutzhütte genutzt. Danach wurde sie von der Nationalparkverwaltung als Unterkunft für deren Mitarbeiter übernommen, der sie bis heute gehört.